# Курессааре
Ку́рессааре (ест. Kuressaare, до 1917 року — А́ренсбург, в 1952–1988 роках — Кі́нгісепп, ест. Kingissepa) — місто в Естонії, на острові Сааремаа, найбільший населений пункт і адміністративний центр повіту Сааремаа. В місті розташовані морська гавань і однойменний аеропорт.

## Географія
Місто розташоване на південному березі найбільшого естонського острова Сааремаа, на березі Ризької затоки.

### Клімат
Місто знаходиться у зоні, котра характеризується вологим континентальним кліматом з теплим літом. Найтепліший місяць — липень із середньою температурою 16.9 °C (62.4 °F). Найхолодніший місяць — лютий, із середньою температурою -3.3 °С (26.1 °F).
| Клімат Курессааре       | Клімат Курессааре | Клімат Курессааре | Клімат Курессааре | Клімат Курессааре | Клімат Курессааре | Клімат Курессааре | Клімат Курессааре | Клімат Курессааре | Клімат Курессааре | Клімат Курессааре | Клімат Курессааре | Клімат Курессааре | Клімат Курессааре |
| Показник                | Січ.              | Лют.              | Бер.              | Квіт.             | Трав.             | Черв.             | Лип.              | Серп.             | Вер.              | Жовт.             | Лист.             | Груд.             | Рік               |
| Абсолютний максимум, °C | 8,3               | 10,8              | 12,1              | 24                | 26,2              | 31,4              | 30,9              | 32                | 24,5              | 18,6              | 12,6              | 9,4               | 32                |
| Середній максимум, °C   | −0,1              | −0,8              | 1,8               | 7,5               | 14,6              | 18,6              | 20,7              | 20                | 15,1              | 9,9               | 4,8               | 1,6               | 9,5               |
| Середня температура, °C | −2,2              | −3,3              | −0,9              | 3,6               | 10                | 14,5              | 16,9              | 16,4              | 11,9              | 7,4               | 2,8               | −0,4              | 6,4               |
| Середній мінімум, °C    | −4,9              | −6,2              | −3,8              | 0,4               | 5,7               | 10,4              | 13,1              | 12,7              | 8,8               | 4,7               | 0,6               | −3,1              | 3,2               |
| Абсолютний мінімум, °C  | −31,6             | −29,8             | −20,9             | −9,4              | −3,8              | 1                 | 6,4               | 3,7               | −3,1              | −9                | −16,4             | −32,6             | −32,6             |
| Норма опадів, мм        | 44                | 31                | 33                | 35                | 32                | 49                | 58                | 63                | 71                | 72                | 72                | 59                | 617               |
| Днів з опадами          | 11                | 8                 | 9                 | 8                 | 6                 | 7                 | 7                 | 10                | 12                | 12                | 14                | 14                | 118               |
| Днів з дощем            | 8                 | 5                 | 8                 | 9                 | 9                 | 9                 | 10                | 13                | 13                | 13                | 14                | 11                | 122               |
| Днів зі снігом          | 10                | 10                | 8                 | 3                 | 0                 | 0                 | 0                 | 0                 | 0                 | 2                 | 6                 | 10                | 49                |
| Вологість повітря, %    | 87                | 86                | 85                | 79                | 71                | 75                | 78                | 80                | 82                | 84                | 86                | 87                | 82                |
| ----------------------- | ----------------- | ----------------- | ----------------- | ----------------- | ----------------- | ----------------- | ----------------- | ----------------- | ----------------- | ----------------- | ----------------- | ----------------- | ----------------- |
| Джерело: Weatherbase    |                   |                   |                   |                   |                   |                   |                   |                   |                   |                   |                   |                   |                   |

## Історія

### Від заснування до 1721 року

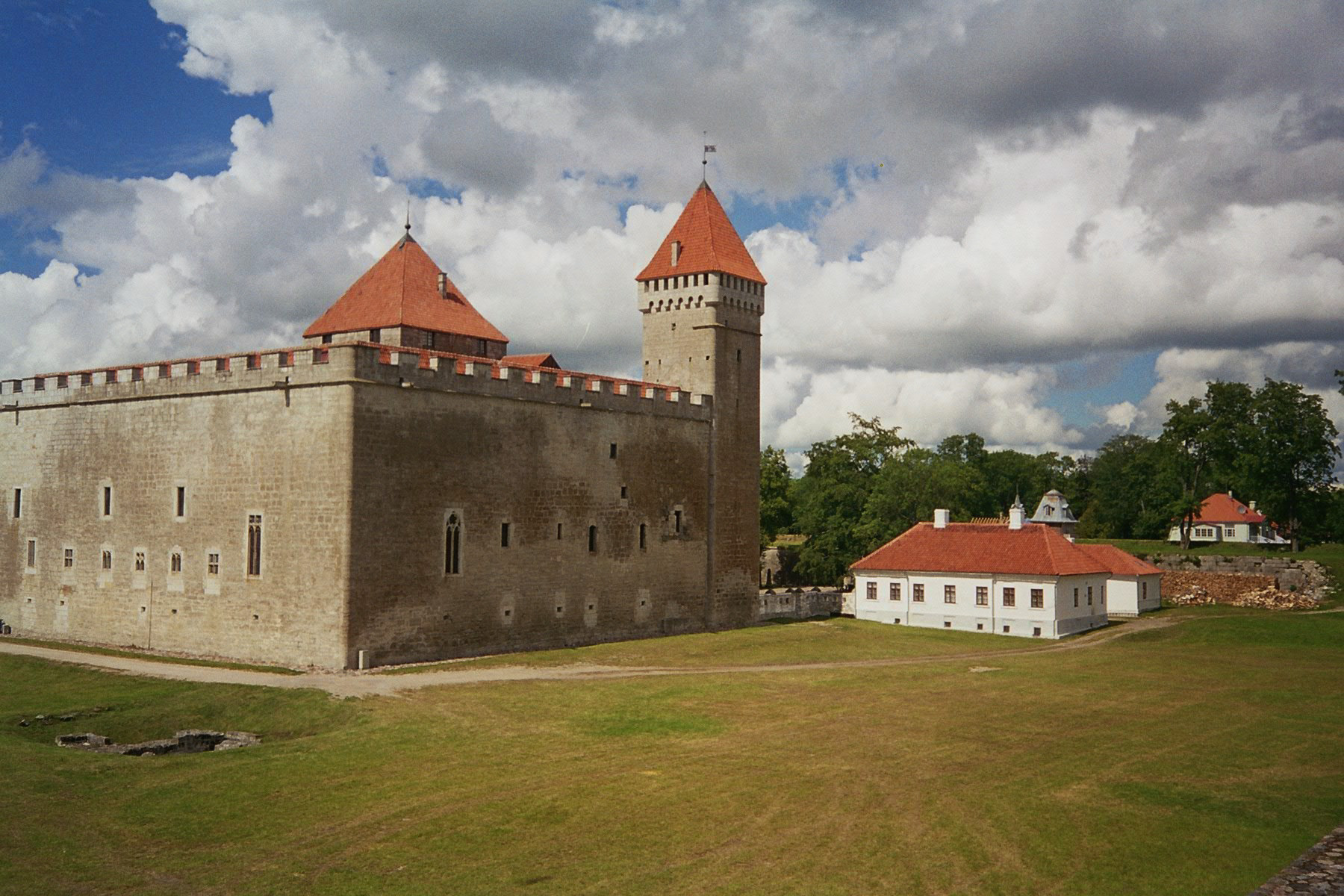
Єпископський замок в Курессааре

Сучасний Курессааре на місці колишнього замку священнослужителів, вперше згадано в літописах від 1381 року. В 1559 році проданий Данському королівству, після чого, 8 травня 1563 року, отримав міську хартію і, відповідно, статус міста за прикладом Риги. За Бремсебруським договором 1645 року місто перейшло під управління Шведського королівства, під юрисдикцією якого і знаходилось аж до 1721 року.
Вперше шведський контроль над містом (і островом) був перерваний в 1710 році, коли московська армія 15(26) серпня спалила місто, яке тоді називалося Аренсбург, оскільки основну масу його мешканців складали балтійські шведи, німці і данці. В 1721 році, за Ніштадтським мирним договором місто офіційно ввійшло до складу Російської імперії.

### Місто у складі Російської імперії
В 1721—1917 роках місто офіційно знаходилось в складі Російської імперії, перетворившись у відомий курорт для вищого класу. Аренбурзьку фортецю було скасовано іменним указом Катерини II від 30 квітня (11 травня) 1785 року.
У той же час основна маса шведського населення острова була вимушена залишити його за наказом Катерини II і переселилась в Україну, у село Зміївку.
Під час Першої Світової війни місто 1(14) жовтня 1917 року було окуповане німецькими військами під час Моонзундської операції.

### Естонська територія
Після виведення німецьких окупаційних військ в кінці 1918 року місто ввійшло до складу незалежної Естонської Республіки і стало адміністративним центром повіту Сааремаа. В період естонської незалежності офіційно вживалась естонська назва міста — Курессааре.

### Радянський період
В 1940 році місто увійшло до складу Естонської РСР.
Під час Другої Світової війни місто 22 вересня 1941 року було окуповане німецькими військами. Захоплено 7 жовтня 1944 року військами 7-ї естонської стрілецької дивізії 8-го стрілецького корпусу 8-ї армії Ленінградського фронту під час Моонзундської десантної операції.
26 вересня 1950 року місто стало центром Курессаарського району.
В 1952 році місто було перейменоване на честь свого уродженця, естонського комуніста Віктора Кінгіссеппа і до 1988 роду називалося Кінгіссеппом (не плутати з російським містом Кінгісепп). В 1990 році Курессааре стало першим самоврядним містом в Естонії.

## Населення

### Чисельність населення
| 1825 | 1833 | 1840 | 1847 | 1856 | 1863 | 1867 | 1881 | 1897 | 1922 | 1934 | 1939 | 1959 | 1970  | 1979  | 1989  | 2000  | 2010  |
| ---- | ---- | ---- | ---- | ---- | ---- | ---- | ---- | ---- | ---- | ---- | ---- | ---- | ----- | ----- | ----- | ----- | ----- |
| 1691 | 1685 | 2993 | 2725 | 3736 | 3378 | 3256 | 3454 | 4603 | 3364 | 4478 | 4948 | 9720 | 12220 | 14260 | 16356 | 14830 | 14977 |

### Національний склад
| Національності | 1881  | 1881 | 1897  | 1897 | 1922  | 1922 | 1934  | 1934 | 1989  | 1989 | 2000  | 2000 |
| Національності | число | %    | число | %    | число | %    | число | %    | число | %    | число | %    |
| -------------- | ----- | ---- | ----- | ---- | ----- | ---- | ----- | ---- | ----- | ---- | ----- | ---- |
| Всього         | 3454  | 100  | 4603  | 100  | 3364  | 100  | 4478  | 100  | 16166 | 100  | 14925 | 100  |
| естонці        | 1685  | 48,8 | 2896  | 62,9 | 2666  | 79,3 | 3938  | 87,9 | 14999 | 92,8 | 14548 | 97,5 |
| росіяни        | 248   | 7,2  | 341   | 7,4  | 156   | 4,6  | 119   | 2,7  | 833   | 5,2  | 211   | 1,4  |
| німці          | 1421  | 41,1 | 1198  | 26,0 | 401   | 11,9 | 321   | 7,2  | 334   | 2,1  | 166   | 1,1  |
| інші           | 100   | 2,9  | 168   | 3,6  | 141   | 4,2  | 100   | 2,2  | 334   | 2,1  | 166   | 1,1  |

### Конфесійний склад населення
| Віросповідання                          | 1881  | 1881 | 1897  | 1897 | 1922  | 1922 | 1934  | 1934 | 2000  | 2000 |
| Віросповідання                          | число | %    | число | %    | число | %    | число | %    | число | %    |
| --------------------------------------- | ----- | ---- | ----- | ---- | ----- | ---- | ----- | ---- | ----- | ---- |
| Всього                                  | 3454  | 100  | 4603  | 100  | 3364  | 100  | 4478  | 100  | 11848 | 100  |
| лютерани                                | 2673  | 77,4 | 3106  | 67,5 | 2129  | 63,3 | 2710  | 60,5 | 2592  | 21,9 |
| православні                             | 643   | 18,6 | 1430  | 31,0 | 1093  | 32,5 | 1504  | 33,6 | 562   | 4,7  |
| інші віросповідання, невіруючі, атеїсти | 138   | 4,0  | 67    | 1,5  | 142   | 4,2  | 277   | 6,2  | 8694  | 73,4 |

Примітки. Дані за 2000 рік відносяться тільки до населення у віці 15 років і старше.
Основні заняття в місті — рибальство, туризм, сільське господарство.

## Пам'ятки архітектури
- Старе місто (Ратуша)
- Єпископський замок
- Меморіальний музей Йоганнеса Аавіка.

## Міста-побратими
- — Таммісаарі, Фінляндія (з 27 листопада 1988)
- — Рьонне, Данія (з 3 жовтня 1991)
- — Марієхамн, Фінляндія (з 24 жовтня 1991)
- — Шевде, Швеція (з 23 червня 1993)
- — Ваммала, Фінляндія (з 30 червня 1994)
- — Турку, Фінляндія (з 30 травня 1996)
- — Талсі, Латвія (з 27 травня 1998)
- — Куурне, Бельгія (з 9 серпня 1998)

## Відомі люди
- Евальд Аавік — естонський актор.
- Костантин Рамул (1879—1975) — естонський вчений-психолог.